# Ногероль, Хайме
Хайме Конде Ногероль  (исп. Jaime Conde Noguerol; 24 февраля 1984, Верин, Испания) — бывший испанский футболист, полузащитник.

## Биография
Воспитанник молодёжных команд «Верин» и «Оренсе». В 2004 году начал играть за «Оренсе». В сезоне 2007/08 вместе с командой стал победителем Кубка Федерации Испании. С 2008 года по 2010 год являлся игроком «Луго», где являлся игроком основного состава. В 2012 году вернулся в «Оренсе» и в сезоне 2013/14 вновь стал победителем Кубка Федерации. В сезоне 2014/15 выступал за «Форментеру» и вместе с командой стал победителем Терсеры, в группе Балеарских островов.
В сентябре 2015 года перешёл в андоррскую «Санта-Колому». Ногероль стал победителем Суперкубка Андорры 2015, «Санта-Колома» тогда обыграла «Сан-Жулию» в серии пенальти. В сезоне 2015/16 стал чемпионом Андорры и дошёл до полуфинала Кубка Андорры, где его команда уступила будущему победителю «Унио Эспортива Санта-Колома».
Летом 2016 года дебютировал в еврокубках, в первом квалификационном раунде Лиги чемпионов против армянского «Алашкерта». По сумме двух матчей андоррцы уступили со счётом (0:3). В сентябре 2016 года сыграл матче за Суперкубок Андорры, тогда «Унио Эспортива Санта-Колома» обыграла «Санта-Колому» с минимальным счётом (0:1).

## Достижения
«Оренсе»
- Обладатель Кубка Федерации Испании (2): 2007/08, 2013/14

«Санта-Колома»
- Чемпион Андорры (2): 2015/16, 2016/17
- Обладатель Суперкубка Андорры (1): 2015